# هراسبان (دودانغة)
هراسبان (بالفارسية: هرسبان) هي منطقة سكنية تقع في إيران في قسم دودانغة الریفي. يقدر عدد سكانها بـ 95 نسمة.